# جورج دبليو. هوف
جورج دبليو. هوف (بالإنجليزية: George W. Hough)‏ هو عالم فلك وأستاذ جامعي أمريكي، ولد في 24 أكتوبر 1836 في مونتغمري في الولايات المتحدة، وتوفي في 1909 في إيفانستون في الولايات المتحدة.